# 马里亚纳折尾虾
马里亚纳折尾虾（学名：Uroptychus marianicus）一种于西太平洋马里亚纳海沟发现的十足目鎧甲蝦類，隶属于柱臂虾科折尾虾属。本种是中国科学院海洋研究所（IOCAS）利用“发现”号rov深海机器人（水下缆控潜水器）所发现。
马里亚纳折尾虾的鳃缘仅有四枚刺，头胸甲上没有其他的小刺和突起，与丑柳珊瑚（Primnoidae）共生。